# DJケミカル
DJケミカル（ディージェイ・ケミカル、本名：田野倉 智文（たのくら ともふみ）、1982年5月13日 - ）は、日本の僧侶、音楽グループFUNKY MONKEY BABYSの元DJである。東京都八王子市出身。血液型はB型。イドエンターテインメントに所属していた。DJを名乗っていたが、基本的にDJプレイをしないDJであった。既婚。

## 来歴
2000年11月（平成12年）、モテるかもしれないと勘違いしてDJを始めるが、数年間挫折し、ターンテーブルなどはインテリア状態になってしまう。しかし先輩にディスを受けたことで本気になり、西東京を中心にDJとしてクラブプレイを展開していった。当時は本名からDJタンノと勝手に呼ばれていた。なお、元々はヴィジュアル系が好きだった。
当時からDJプレイの技術は高く、六本木などのクラブから指名もあった。しかし自分の意志でそれらを断り、同グループのメンバーで居続ける事を決意する。
2012年11月、実家（八王子市川口町の法蓮寺、宗旨は時宗）の住職になる準備をするため、FUNKY MONKEY BABYSからの脱退および音楽活動の引退をすることを発表。もともと音楽活動の傍ら副住職を務めていた。これに従ってFUNKY MONKEY BABYSも2013年6月の東京ドーム公演をもって解散することとなった。

## 人物
テレビ、ライブ、PVの中ではDJプレイはほとんどせず、後ろで即興的なダンスや手拍子をしている。これは、彼がDJプレイが出来ないわけではなく、DJプレイをすると真顔になり暗くなってしまうのを避けるためで、スクラッチやトラック制作にはしっかり参加している（「西日と影法師」は彼がトラックを作成。プロデュースはNAOKI-T）。また、サビの部分のコーラスに参加したり（「あなたへ」など）、曲中で台詞を言ったり（「勝負パンツ」など）、「君の手の平でダンス'09」ではラップにも挑戦している。そのほか、「僕はサンタクロース」をリミックスした事もある。ライブでは、演奏中にDJブースで食事をするパフォーマンスをした事もある。
同グループのメジャーデビュー後に発売されたアルバムのジャケットは全てケミカルが飾っており、メンバー全員で写っているアーティスト写真では立ち位置が中央および一番手前が多い。さらに、公式携帯サイト「ファンモンモバイル」やドワンゴで配信されているメンバーの着信ボイスも、彼のものが最も多い。
普段はキャップを被り、Tシャツにケミカルウォッシュジーンズにスニーカーという恰好をしている。その他、半ズボン・白のタンクトップ・ニット帽・五本指ソックス・オーバーオール・長靴・ちゃんちゃんこ・笠なども好んでしばしば着用する。これらの私服は、地方の店で購入したりオークションで落札したりといった方法で入手している。また、特別なライブやジャケット写真などで様々なコスプレを披露している。
公式ブログを更新することがあまりない。これについて本人は、「言葉で自分を表現するのが苦手で、イラストを描いたりダンスを踊ったり芸術で表現するほうが得意」と語っている。更新する際には、主に自分のプライベートに関する事を書いており、一人称に「僕ちゃん」「アタシ」を使用している。「僕ちゃん」という一人称は、前述の「君の手の平でダンス'09」の歌詞のケミカルが歌う部分にも登場する。また、ファンクラブ会報でも彼が文章を書いている。
- 身長170cm。体重55kg。足のサイズは26.5 cm。
- 小学3年の時、第2回ケミカルウォッシュジーンズ選手権で優勝したのを期にケミカルというニックネームがついた。もう1つの子供の頃のあだ名はミートパイ。
- 趣味は、山歩き・釣り・熱帯魚屋と植物園巡り。また、彼は自然をこよなく愛している。
- 特技は、空手初段、書道4段。最初空手をやっていたが、テコンドー選手にやられて空手を断念し書道に切り替えた。サイトの題字なども彼が担当している。
- 好きな食べ物は、インドカレー・ライフガード・おにぎり。嫌いな食べ物は、チンゲン菜・コーヒー 。
- 尊敬している人物はNAOKI-Tで好きな芸能人は矢田亜希子。
- 地元をとても愛しており、ケミカルとモン吉は現在も八王子に住んでいる。都内で仕事がある時は電車などで通っている。
- 実家は八王子で一番古い寺で、アルバイトで副住職を務めており、週末には寺でお経をあげている。副住職の時の名前は本名の智文（ともふみ）の別読みで智文（ちぶん）である。長男なので、2013年の全国ツアーをもってDJを引退し、寺を継ぐ事となった。
- 面白系のイラストを描くのが得意。彼の描いたイラストが待受画像としてファンモンモバイルで多数配信されており、彼の描いたイラストがプリントされたグッズが、同グループのオフィシャル通販などで販売されている。配信限定シングル「ふるさと」のジャケットも彼が描いたイラストである。また、彼がデザインした「Sleep地蔵」というキャラクターは、『パフ Life』というブランドになっている。
- もともと腰痛を患っており、その痛みの程度は、杖をつかないとまともに歩行できなくなるくらい重症である。
- モン吉の弟とは友人関係にあり、モン吉と知り合う前から、当時モン吉が所属していたグループのライブにも客として観に来ていた。最初モン吉はケミカルの事を弟の友人とは知らず、「いつも観に来ているアフロの客」としか認識していなかった（当時DJケミカルの髪型はアフロだった）。

## エピソード
- 2007年2月末、FUNKY MONKEY BABYS4枚目のシングル「Lovin' Life」発表時に『ミュージックステーション』（テレビ朝日系）に初出演した際、DJプレイをせずに、曲中はずっと桜の木の枝を手に持って踊っていた。曲終了後司会のタモリにその事についてつっこまれる。番組へは「彼は一体何者なんだ」や「DJプレイは出来るのか？」などの問合せが殺到した。そこで同番組は翌週にもう一度FUNKY MONKEY BABYSを出演させ、同番組内のコーナー「Mトピ」で取り上げて紹介した。タモリに「DJは今日こそDJをしてくれますか？」と聞かれて彼は、「今日は練習してきたので」と答えたが、曲が始まると同時にヘッドホンをくるくるとしまい込み、曲が終わるまで踊るだけだった。その2週とも赤いTシャツを着て踊っていたため、ファンから赤Tシャツ王子（赤T）と呼ばれるようになる。ちなみにケミカルが赤いTシャツを着たのはこの時が初めてである。この件にちなみオフィシャル通販では、「FMB」のロゴやイラストがプリントされた赤いTシャツをファンクラブ会員限定で販売していた。
- 2008年夏、プライベートでバヌアツに行き、現地の真水で胃腸を壊し、帰国後、原因不明の高熱で倒れた。
- FUNKY MONKEY BABYS3枚目のアルバム『ファンキーモンキーベイビーズ3』のコマーシャルには、メンバーからは彼だけが出演していた。同CMは彼がDJを引退するというストーリーで、初回限定版のジャケット写真で着ている服装と同じ恰好で登場し、車の窓から投げキッスを披露した。
- 2011年11月より八王子市内で運行されている「ファンモンバス」（西東京バス）では、彼が描いたイラストが掲出されているほか、車内アナウンスも彼が担当していた[2]。
- 2012年4月8日、5年前から交際を続けてきた一般の女性と結婚。ケミカルは公式ブログで妻の事を「不動明王のような厳しさと慈悲深さを兼ね備えている」と記述している。4月8日を選んだのは、実家の寺の副住職でもあるケミカルが、釈迦が誕生したとされる花まつりの日にちなんでである[3]。

## 書籍
- TSUTAYAが発行しているフリーマガジン『V.A.』で「DJケミカル全国TSUTAYAの旅」というコーナーを連載中。